# Magnapaulia
Magnapaulia byl rod velkého kachnozobého dinosaura, žijícího v období pozdní křídy (pozdní kampán, před 74,7 milionu let) na území dnešního Mexika (Baja California). Formálně byl popsán mezinárodním týmem paleontologů v roce 2012.

## Rozměry
Tento kachnozobý dinosaurus byl původně popsán jako Lambeosaurus laticaudus, podle autora původní vědecké studie mohl být dlouhý 15 až 16,5 metru a vážit přes 10 tun (největší odhady mluví až o 23 tunách, to však není příliš pravděpodobné). Byl by tedy jedním z největších známých ornitopodů vůbec. Nová studie kromě přejmenování stanovila také nižší rozměry, konkrétně délku asi 12,5 metru a hmotnost kolem 8600 kg. Menší rozměry udává americký badatel Gregory S. Paul, a sice délku 9 metrů a hmotnost 4000 kg. I tak je ale magnapaulia jedním z největších známých ornitopodů. Tento kachnozobý dinosaurus je znám podle neúplné kostry, včetně zachovaných otisků kůže.